# Bahnhof Mosel
Der Bahnhof Mosel ist eine Betriebsstelle der Bahnstrecke Dresden–Werdau und der früheren Schmalspurbahn Mosel–Ortmannsdorf auf dem Kataster des Zwickauer Ortsteils Mosel in Sachsen.

## Geschichte
Ursprünglich bestand an der 1858 eröffneten Abschnitt Chemnitz–Glauchau–Zwickau der Bahnstrecke Dresden–Werdau nur ein Haltepunkt, erst 1875 wurde dieser zum Bahnhof hochgestuft. Mit dem Bau der 1885 eröffneten Schmalspurbahn Mosel–Ortmannsdorf wurde Mosel zum Anschlussbahnhof. Die Anlagen wurden dafür umfassend erweitert, neben einer Vergrößerung des Empfangsgebäudes entstand ein Schmalspurheizhaus, ein neuer Güterschuppen und weitere Hochbauten. Seit 1893 mündet die Industriebahn Zwickau–Crossen–Mosel in den Bahnhof ein.
Bis 1900 querte ein gesicherter Bahnübergang das Bahnhofsgelände, dann wurde wegen des stark gestiegenen Verkehrsaufkommens der Hauptbahn Dresden–Werdau eine Unterführung gebaut, welche auch heute noch existiert.
1951 wurde die Schmalspurbahn abgebaut, die Hochbauten der Schmalspurbahn blieben aber noch länger erhalten. Das Heizhaus wurde beispielsweise erst 1982 komplett abgerissen. Seit 1991 wurde die schon seit den 1980er Jahren bestehende Anschlussbahn des heutigen Gelenkwellen- und Volkswagenwerkes im östlichen Teil des Bahnhofs eingebunden. Das verbliebene Stück der Industriebahn wurde am 30. April 1999 in ein Streckenrangiergleis des Bahnhofs umgewandelt.